# Перейра Невес, Денилсон
Дени́лсон Пере́йра Не́вес (порт. Denílson Pereira Neves; род. 16 февраля 1988 года в Сан-Паулу) — бразильский футболист, полузащитник, игрок клуба «Гремио Бразил».

## Биография
Денилсон начал карьеру в «Сан-Паулу», где провёл 12 матчей, прежде чем на него обратил внимание главный тренер «канониров» Арсен Венгер.
«Арсенал» приобрёл Денилсона 31 августа 2006 года в последний день трансферного окна за 3,4 миллиона фунтов. Предполагалось, что он будет дублером на позицию Жилберто Силвы, но вскоре выяснилось, что по стилю игры Денилсон схож с Сеском Фабрегасом.
В ноябре 2006 года Денилсон, капитан юношеской сборной Бразилии U-19, был вызван в состав национальной сборной на товарищескую встречу со Швейцарией, но не смог принять участие в матче. В составе «Арсенала» Денилсон дебютировал 30 декабря 2006 года в игре против «Шеффилд Юнайтед». Свой первый гол за клуб полузащитник забил в начале сезона-2007/08 в ворота «Ньюкасла» в матче Кубка лиги.
После ухода из «Арсенала» Фламини и Жилберту Силвы Денилсон стал регулярно появляться в основе на позиции опорного хавбека. Благодаря низкой конкуренции в центре поля и травмам ведущих полузащитников «Арсенала», Денилсон провел в сезоне 2008/09 пятьдесят один матч за основную команду во всех турнирах, в которых он отметился семью голевыми передачами и тремя голами.
18 июля 2011 года игрок перешёл в «Сан-Паулу» на правах годичной аренды. 5 июля 2012 года «Сан-Паулу» продлил аренду Денилсона до 30 июня 2013 года.
3 июня 2013 года стало известно, что по обоюдному согласию сторон «Арсенал» разорвал контракт с 25-летним Денилсоном, который ещё в 2011 году отбыл на родину в аренду и с тех пор не возвращался. Бразилец в статусе свободного агента подписал с «Сан-Паулу» контракт на четыре с половиной года. Хотя ранее сообщалось, что к футболисту проявлял пристальный интерес московский ЦСКА.

## Достижения
- Чемпион Южной Америки среди игроков до 17 лет: 2005
- Обладатель Кубка Либертадорес: 2005
- Чемпион мира среди клубов: 2005 (нет игр)
- Обладатель Южноамериканского кубка: 2012

## Статистика

### Клубная статистика
По состоянию на 2 июля 2011
| Клуб             | Сезон            | Чемпионат | Чемпионат | Чемпионат | Кубки | Кубки | Кубки | ЕвроКубки | ЕвроКубки | ЕвроКубки | Всего | Всего | Всего |
| Клуб             | Сезон            | Игры      | Голы      | Пасы      | Игры  | Голы  | Пасы  | Игры      | Голы      | Пасы      | Игры  | Голы  | Пасы  |
| ---------------- | ---------------- | --------- | --------- | --------- | ----- | ----- | ----- | --------- | --------- | --------- | ----- | ----- | ----- |
| Арсенал          |                  |           |           |           |       |       |       |           |           |           |       |       |       |
| 2006/07          | 10               | 0         | 1         | 8         | 0     | 0     | 1     | 0         | 0         | 19        | 0     | 1     |       |
| 2007/08          | 13               | 0         | 2         | 6         | 2     | 1     | 4     | 0         | 0         | 23        | 2     | 3     |       |
| 2008/09          | 37               | 3         | 7         | 2         | 0     | 0     | 12    | 0         | 0         | 51        | 3     | 7     |       |
| 2009/10          | 20               | 3         | 2         | 1         | 1     | 0     | 7     | 1         | 0         | 28        | 5     | 2     |       |
| 2010/11          | 16               | 0         | 0         | 11        | 0     | 0     | 5     | 0         | 0         | 32        | 0     | 0     |       |
| Всего за карьеру | Всего за карьеру | 96        | 6         | 12        | 28    | 3     | 1     | 29        | 1         | 0         | 153   | 10    | 13    |